# César Efrain Gutiérrez
César Efrain Gutiérrez (La Ceiba, 7 maggio 1954) è un ex calciatore honduregno, di ruolo difensore.